# .rs
.rs  (do sérvio: Republika Srbija) é o código TLD (ccTLD) na Internet para a Sérvia.